# Malacoraja obscura
Malacoraja obscura is een vissensoort uit de familie van de Rajidae. De wetenschappelijke naam van de soort is voor het eerst geldig gepubliceerd in 2005 door Carvalho, Gomes & Gadig.